# Gymnoris
Gymnoris är ett fågelsläkte i familjen sparvfinkar inom ordningen tättingar. Släktet omfattar fyra arter som förekommer i Afrika söder om Sahara samt från Turkiet till Indien:
- Backsparv (G. superciliaris)
- Sahelsparv (G. dentata)
- Savannsparv (G. pyrgita)
- Solsparv (G. xanthocollis)

Tidigare inkluderades släktet Gymnoris i Petronia, men DNA-studier visar dock att arterna i Gymnoris är systergrupp till sparvfinkarna i Passer, medan stensparven (Petronia petronia) står närmare snöfinkarna i Montifringilla.